# LDE – Wurzen und Oschatz
Die WURZEN und OSCHATZ waren Schlepptenderlokomotiven der Leipzig-Dresdner Eisenbahn LDE für den gemischten Dienst.

## Geschichte
Die zwei Lokomotiven wurden 1847 von Borsig in Berlin an die LDE geliefert.
Die Lokomotiven wurden zwischen 1870 und 1874 ausgemustert.

## Technische Merkmale
Der Kessel war aus mehreren Schüssen genietet. Der Stehkessel war mit einer halbrunden, weit über den Langkessel hinausragenden Kuppel ausgestattet, als Dampfsammelraum diente zusätzlich noch ein auf dem vorderen Kesselschuss befindlicher Dampfdom. Auf dem Stehkessel befanden sich die beiden Federwaag-Sicherheitsventile.
Die Dampfzylinder waren in Gegensatz zu den englischen Lokomotiven außen angeordnet, was eine teure und schwierig herzustellende Kropfachse unnötig machte. Angetrieben wurde die zweite Kuppelachse. Die Dampfmaschine war mit einer innen liegenden Borsig-Doppelschiebersteuerung ausgestattet, welche über zwei Exzenter angetrieben wurde.
Eine eigene Bremsausrüstung besaßen die Lokomotiven nicht. Die Abbremsung erfolgte nur über die handbetätigte Spindelbremse des Tenders.
Die Lokomotiven besaßen ab 1850 die Kirchwegersche Abdampfkondensation zur Vorwärmung des Speisewassers. Äußeres Merkmal dafür ist der zweite Schornstein auf dem Tender. Über eine tiefliegende, etwa 100 mm starke Verbindungsleitung wurde der Abdampf vom Schieberkasten zum Tender geleitet.